# Wołost

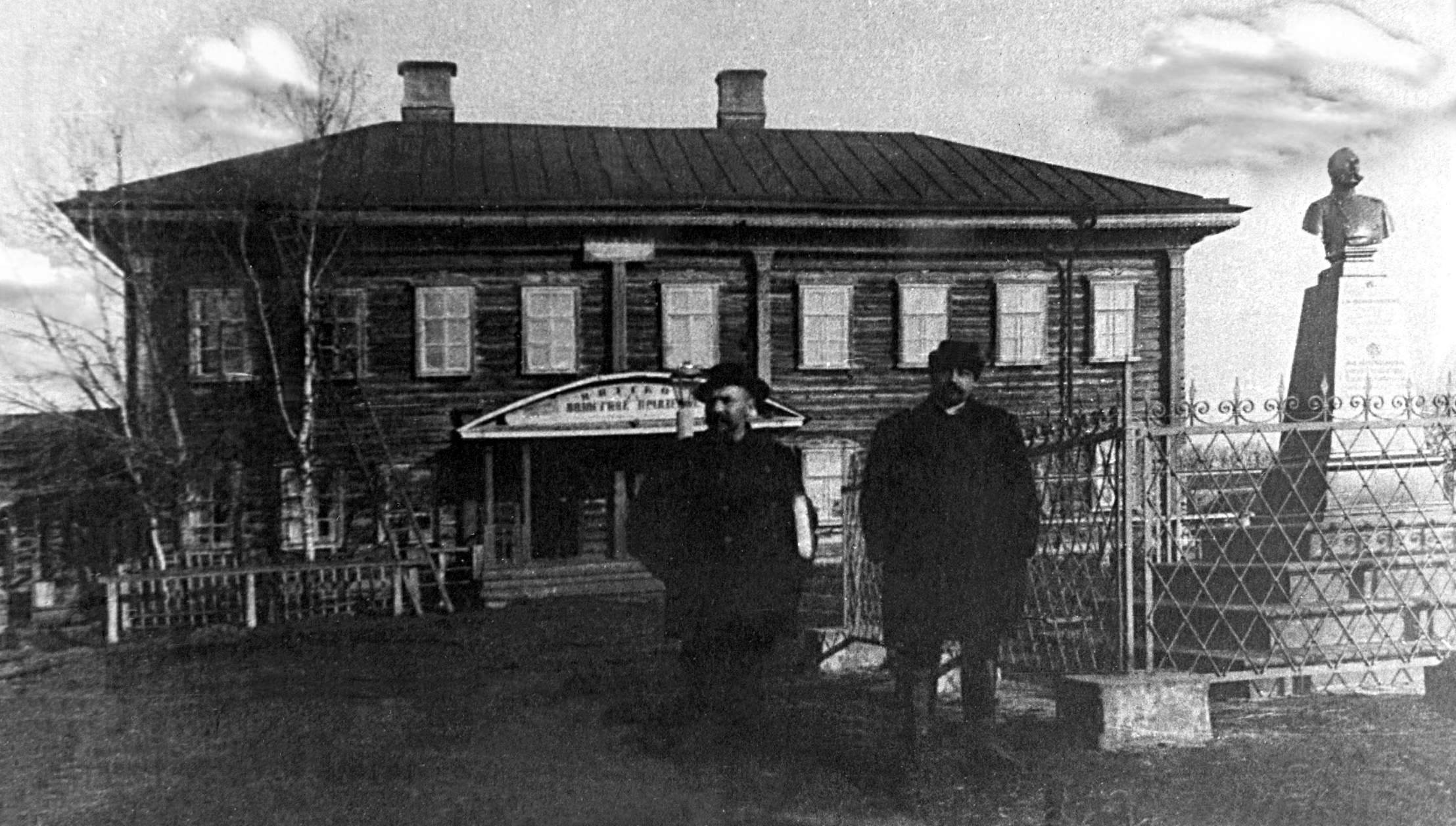
Budynek rządu wołostowego we wsi Wiatskoje, rejon Daniłowski, obwód jarosławski.

Wołost (pol. włość) – jednostka administracji terenowej w Rusi Kijowskiej oraz księstwach ruskich, podlegająca władzy kniazia.
Była to również jednostka administracyjno-terytorialna carskiej Rosji i Związku Radzieckiego, mniejsza od powiatu, odpowiednik gminy. Składała się z kilku, kilkunastu wsi. Jednostki te zostały zlikwidowane w 1929 na rzecz rejonów i rad wiejskich (sielsowietów).